# Globaler Pakt für Flüchtlinge
Der Globale Pakt für Flüchtlinge (englisch: Global Compact on Refugees, GCR), auch kurz UN- bzw. UNO-Flüchtlingspakt, ist eine internationale Vereinbarung, die mit dem Hohen Flüchtlingskommissar der Vereinten Nationen erarbeitet wurde, um eine planbare, angemessene Lasten- und Verantwortungsverteilung in Flüchtlingsfragen unter allen Mitgliedern der Vereinten Nationen zu erreichen. Am 13. November 2018 stimmten 176 Staaten für den endgültigen Textentwurf dieses Flüchtlingspakts. Am 17. Dezember 2018 wurde er von der UN-Generalversammlung mit den Stimmen von 181 Staaten offiziell angenommen.
Hintergrund für die Vereinbarung waren der weltweit stark gestiegene Migrationsdruck und der damit einhergehende höhere Mittelbedarf des UN-Flüchtlingshilfswerks, der in der Vergangenheit nicht immer gedeckt werden konnte. Das Hilfswerk beschrieb den Vertrag als „unpolitisch“ und basierend auf den Grundsätzen des Abkommens über die Rechtsstellung der Flüchtlinge von 1951 und dem Protokoll von 1967. Wie der parallel entwickelte UNO-Migrationspakt ist auch diese Vereinbarung rechtlich nicht bindend.

## Entwicklung

### 2016: „New Yorker Erklärung“
Angesichts der zunehmenden weltweiten Flüchtlings- und Migrationsbewegungen tagte die UN-Generalversammlung am 19. September 2016 zum Thema Flüchtlinge und Migranten und verabschiedete einstimmig die New Yorker Erklärung für Flüchtlinge und Migranten. Darin bekräftigten die Staaten die bestehenden internationalen Schutzvereinbarungen in einem Dokument. Zur besseren Bewältigung und Lastenverteilung der Flüchtlingsmigration verabredeten sie einen Global Compact on Refugees. Dieser wurde ergänzt von einer weiteren geplanten Vereinbarung, dem UNO-Migrationspakt.

### 2018: Endgültiger Entwurf und Verabschiedung
Der endgültige Entwurf des Textes vom 26. Juni 2018 enthielt eine Einleitung und ein Aktionsprogramm. Das Aktionsprogramm setzt sich aus zwei Teilen zusammen, die jeweils in drei Unterabschnitte gegliedert sind:
- Arrangements für die Verteilung von Lasten und Verantwortung (Unterpunkte 14–48)

1. Globale Arrangements für internationale Kooperation
2. Arrangements für Hilfen in einer spezifischen Flüchtlingssituation
3. Schlüsselwerkzeuge für die effektive Verteilung von Lasten und Verantwortung

- Bereiche mit Unterstützungsbedarf (Unterpunkte 49–100)

1. Erfassung und Zugang
2. Bedarf decken und Gemeinschaften unterstützen
3. Lösungen

Am 13. November diskutierte der „Dritte Ausschuss der UN-Generalversammlung“ in New York über den endgültigen Entwurf des Pakts und verabschiedeten ihn. Lediglich die Vereinigten Staaten stimmten im Ausschuss dagegen, laut ihrer scheidenden UN-Botschafterin Nikki Haley sei der Pakt nicht mit den „souveränen Interessen“ ihres Landes vereinbar.
Am 17. Dezember wurde der Pakt in der UN-Vollversammlung in New York von 181 von 193 Mitgliedstaaten angenommen. Nur die Vereinigten Staaten und Ungarn stimmten gegen die Annahme des Pakts. Die Dominikanische Republik, Eritrea und Libyen enthielten sich, einige blieben der Abstimmung fern.

## Diskussion und Kritik
Am 30. November 2018 diskutierte der Bundestag auf Antrag der Partei Alternative für Deutschland den Global Compact on Refugees.
Von akademischen Kommentatoren wurde der Pakt unter anderem aufgrund seines minimalistischen und defensiven Zugangs kritisiert.